# Lateralno razmišljanje
Lateralno razmišljanje pomeni razmišljanje od strani, torej izven ustaljene poti. Ker asociacije prihajajo od drugod, je precej odvisno od naključnih dejavnikov in ga ni mogoče zanesljivo načrtovati.

## Vrste mišljenja
Način mišljenja v psihologiji delimo glede na:
- Usmerjenost misli: 
  - konvergentno[1] mišljenje - vse miselne dejavnosti so usmerjene k eni sami rešitvi, eni sami ideji
  - divergentno[1] mišljenje - človek miselne procese usmerja tako, da poišče čim več rešitev, odgovorov, idej
- Smer misli: 
  - vertikalno - človek razmišlja od točke do točke in tako pride do ene same rešitve
  - lateralno mišljenje - razmišljanje napreduje po »ovinkih«, misli prihajajo od »strani«, nepričakovano in so odvisne od naključnih dejavnikov

## Lateralno razmišljanje
Za lateralno razmišljanje je značilen širok obseg pozornosti. Mislec ne ve od kod prihajajo ideje in se o tem niti ne sprašuje. Ideje prihajajo v nekakšnem meditativnem stanju, za katerega je značilna miselna sproščenost in visoka stopnja osebne svobode. Vsakršna prepoved, ukaz, kontrola ali samokontrola takoj prekinejo proces. 
Ustvarjalen človek obvlada obe obliki mišljenja. Najprej lateralno, ki poraja izvirne ideje, nato vertikalno, ki jih preverja, potrjuje ali zavrača. Zgolj lateralno mišljenje pelje v sanjarjenje, avtizem, zidanje gradov v oblakih, zgolj vertikalno mišljenje pa v suhoparno ponavljanje istih operacij in jalovost v idejah. Težava pa je v tem, da vertikalno mišljenje blokira lateralno mišljenje. Obstajajo tri orodja lateralnega razmišljanja, in sicer: izzivanje, povzemanje koncepta in provociranje.

### Razlike med lateralnim in vertikalnim razmišljanjem
- Vertikalno razmišljanje je selektivno, lateralno je generativno. Pri vertikalnem razmišljanju gre za točnost, pravilnost. Pri lateralnem razmišljanju gre za popolnost, obilje. Vertikalno razmišljanje izbira poti tako, da izloča druge. Lateralno razmišljanje ne izbira, ampak išče načine za utiranje novih poti. Z vertikalnim razmišljanjem iščemo najbolj obetavne pristope k problemu, najboljše načine pregledovanja in obvladovanja situacije. Z lateralnim razmišljanjem iščemo med različnimi pristopi, dokler ne najdemo najbolj obetavnega.
- Vertikalno razmišljanje se premika samo, če obstaja smer, v katero se naj premika, lateralno razmišljanje se premika, da ustvarja smer. Z vertikalnim razmišljanjem se premikamo jasno po začrtani smeri proti rešitvi problema. Uporabljamo nekatere določene pristope ali nekatere določene tehnike. Pri lateralnem razmišljanju se premikamo zato, da se premikamo. Ni nujno, da se premikamo proti nečemu. Lahko, da se premikamo stran od nečesa drugega. Gre za premikanje ali spreminjanje. Gibanje in spreminjanje lateralnega razmišljanja ni končni produkt, ampak način za prerazporeditev vzorca. Ko pride do premikanja in spreminjanja, se lastnosti razuma krepijo in vidijo, da se dogaja nekaj koristnega.
- Vertikalno razmišljanje je analitično, lateralno je provokativno. Da bi lahko izkoristili provokativne lastnosti lateralnega razmišljanja, moramo biti sposobni slediti selektivnim lastnostim vertikalnega razmišljanja.
- Vertikalno razmišljanje je zaporedno, lateralno preskakuje. Z vertikalnim razmišljanjem se premikamo naprej korak za korakom. Vsak korak nastane iz predhodnega, s katerim je čvrsto povezan. Ko dosežemo sklep, njegovo pravilnost preverimo s pravilnostjo korakov, s katerimi smo ga dosegli. Pri lateralnem razmišljanju koraki niso nujno zaporedni. Skočimo lahko naprej na novo točko in potem zapolnimo razmak za nazaj.
- Pri vertikalnem razmišljanju moramo imeti prav pri vsakem koraku. To je neobhodno za samo naravo vertikalnega razmišljanja. Logično razmišljanje in matematika brez te nujnosti sploh ne bi delovala. Pri lateralnem razmišljanju pa nam ni treba imeti prav na vsakem koraku, da je končna rešitev točna.
- Z vertikalnim razmišljanjem uporabljamo negativno razmišljanje, da blokiramo izbrano pot, pri lateralnem razmišljanju ni negativnega. Obstajajo trenutki, ko je nujno ne imeti prav, da bi na koncu imeli prav. To se lahko zgodi, ko za nekoga ocenjujemo, da nima prav, in potem ugotovimo, da ima prav, ko spremenimo referenčni okvir. Celo, če ne spremenimo referenčnega okvirja, je še vedno lahko koristno, da gremo po napačni poti in tako dosežemo položaj, od koder lahko vidimo pravilno pot.
- Z vertikalnim razmišljanjem se osredotočimo in izločimo vse ne bistvo, pri lateralnem razmišljanju so naključne spremembe dobrodošle. Pri vertikalnem razmišljanju gre za izbiranje z izločevanjem. Delamo v določenem referenčnem okvirju in zavržemo vse, kar ni relavantno. Pri lateralnem razmišljanju ugotovimo, da vzorca ne moremo spremeniti od znotraj, ampak samo kot posledico zunanjega vpliva. Torej so zunanji vplivi dobrodošli, ker so provokativni. Bolj kot so takšni vplivi nepomembni, več je možnosti, da spremenijo ustaljene vzorce.
- Vertikalno razmišljanje sledi najbolj verjetni poti, lateralno razmišljanje raziskuje najmanj verjetno. Lateralno razmišljanje je lahko namensko sprevrženo. Z lateralnim razmišljanjem se potrudimo najti najmanj verjetne pristope. Z vertikalnim razmišljanjem se premikamo po najširši poti, ki vodi točno do cilja.
- Vertikalno razmišljanje je končni postopek, lateralno razmišljanje verjetnostni. Pri vertikalnem razmišljanju pričakujemo, da bomo prišli do odgovora. Če uporabljamo matematično tehniko, je odgovor zagotovljen. Pri lateralnem razmišljanju pa morda odgovora sploh ni. Vertikalno razmišljanje obljublja vsaj minimalno rešitev, lateralno povečuje možnost maksimalne rešitve, toda ničesar ne obljublja.

## Bistvo lateralnega razmišljanja
- Lateralno razmišljanje se ukvarja s spreminjanjem vzorcev. Z vzorci mislimo na ureditev informacij na spominski površini, ki predstavlja naš razum. Vzorec je ponavljajoče se zaporedje nevtralnega delovanja. V praksi je vzorec katerikoli ponavljajoči se koncept, ideja, misel, podoba. Lahko se nanaša tudi na ponavljajoče se časovno zaporedje takšnih konceptov ali idej in pa na ureditev drugih vzorcev, ki skupaj sestavljajo pristop do problema, zorni kot, način gledanja na stvari. Velikost vzorca nima omejitev. Edino, kar je potrebno, je to, da se vzorec ponavlja, da je prepoznaven in uporaben. Namesto, da bi vzeli vzorec in ga razvili, kot je navada pri vertikalnem razmišljanju, se z lateralnim razmišljanjem trudimo razviti in na novo sestaviti vzorec tako, da zadeve povežemo na drugačen način.
- Pri spominskem sistemu, ki se sam maksimira, mora biti postavitev informacij vedno slabša od najboljše možne postavitve. Spremenjena postavitev informacij v nov vzorec je notranje prerazporejanje. Namen preureditve je najti boljše in učinkovite vzorce. Poseben način gledanja na stvari se lahko razvije postopoma. Ideja, ki je bila nekoč tako zelo učinkovita, morda danes ni več koristna, vendar pa se je trenutna ideja razvila neposredno iz stare in zastarele ideje. Vzorec se je morda razvil na poseben način, ker je izviral iz kombinacije dveh drugih vzorcev, toda če bi imel vse takrat razpoložljive informacije, bi lahko bil precej drugačen. Vzorec morda še uporabljamo, ker je koristen in primeren, toda preureditev vzorca bi lahko rodila nekaj precej boljšega.
- Lateralno razmišljanje je odnos do informacij in metoda za uporabo le-teh. Lateralno razmišljanje upošteva vse posamezne načine gledanja na stvari kot koristne, toda ne kot edine in absolutne. Torej priznava koristnost vzorca, toda ne kot neizogibnega, temveč kot enega od načinov, kako sestaviti stvari. Tak odnos oporeka sklepanju, da je trenutno primeren vzorec tudi edini možen in najprej vključuje zavrnitev sprejemanja okorelih vzorcev in potem tudi poskus, da bi sestavili stvari skupaj na drugačen način. Poleg tega, da gre za odnos, je lateralno razmišljanje tudi poseben način uporabe informacij, da bi spremenili vzorec. Informacij ne uporabljamo zaradi njih samih, ampak zaradi njihovega učinka. Ta način uporabe podatkov je usmerjen naprej in ne nazaj (ne zanimajo nas razlogi, ki so nas pripeljali do sem, pač pa nas zanima učinek, ki lahko sledi iz njihove uporabe).
- Lateralno razmišljanje je neposredno povezano z vedenjem naših možganov, ki obvladuje informacije. Potreba po lateralnem razmišljanju izvira iz omejitev spominskega sistema, ki se sam maksimira. Tak sistem deluje tako, da ustvarja vzorce in jih potem ponavlja. Lateralno razmišljanje je poskus, da povzročimo preoblikovanje in prevzorčenje.

## Reševanje problemov
Obstajajo tri vrste problemov:
- Prva vrsta problemov za svojo rešitev zahteva več informacij ali boljše tehnike za upravljanje informacij.
- Druga vrsta problemov ne zahteva nobenih novih informacij, pač pa spremembo že razpoložljivih informacij - notranja prerazporeditev vzorcev v možganih.
- Tretja vrsta problemov je problem, ko ni problema. Skladnost trenutne ureditve nas blokira, da se ne moremo premakniti k boljši ureditvi. Ne obstaja neka točka, na katero bi lahko osredotočili svoje napore, da bi dosegli boljšo razporeditev, ker se namreč sploh ne zavedamo, da boljša ureditev obstaja. Problem je prepoznati, da imamo problem – prepoznati, da lahko stvari izboljšamo.

Prvo vrsto problemov lahko rešimo z vertikalnim razmišljanjem. Druga in tretja za svojo rešitev zahtevata lateralno razmišljanje. Lateralno razmišljanje pomeni razmišljanje od strani, torej izven ustaljene poti.

## Tehnika lateralnega razmišljanja
Štiri tehnike lateralnega razmišljanja, ki izhajajo iz zelenega klobuka v okviru metode bolj učinkovitega razmišljanja šest klobukov so: 
- Povzetek koncepta – izvleči koncept izza znane ideje, da ustvarimo več alternativ.
- Fokus, področni in namenski – naučiti se osredotočiti kreativno energijo na priložnosti in težave ter jasno definirati fokus.
- Spodbijanje – naučiti se spodbijati obstoječo situacijo in naše razmišljanje o njej.
- Naključna beseda – možgani povežejo naključno izbrano začetno točko (besedo, sliko) z dano situacijo v novo idejo, zato se moramo naučiti to narediti namerno.

## Kako do bolj učinkovitega in kreativnega razmišljanja?
- Izzivanje kot orodje lateralnega razmišljanja

Prvo orodje lateralnega razmišljanja je izzivanje. To pomeni, da hodimo v neko smer in si na pot postavimo oviro, samo zato, da bi jo premagali. Običajno o zadevah, ki so zadovoljive, ne razmišljamo. Ni namreč logičnega razloga, da bi iskali boljši način, da nekaj naredimo, če že obstaja primeren način. Primerno je vedno dovolj dobro. Pri tem razmišljanju razvijamo metode za ukvarjanje s stvarmi, ki so napačne, ne pa metode za ukvarjanje s stvarmi, ki so pravilne. Ko je nekaj narobe, raziskujemo dalje. Ko je nekaj pravilno, se naše razmišljanje ustavi. Lateralno razmišljanje potrebujemo, da premagamo to blokado »primernosti« in na novo sestavimo vzorce, tudi, če za to ni nobene potrebe. 
- Povzemanje koncepta kot orodje kreativnosti

Drugo orodje kreativnosti je povzemanje koncepta. Če iz neke uveljavljene, ustaljene dejavnosti, opravila, zgodbe povzamemo samo bistvo koncepta, lahko najdemo mnogo novih poti. 
- Provociranje kot orodje ustvarjalnega razmišljanja

Tretje orodje ustvarjalnega razmišljanja je provociranje. Tako kot uporabimo kamen v plitvi vodi, da preko njega pridemo z enega brega na drugi, tako uporabljamo izzivanje, da pridemo od enega vzorca do drugega. Izobraževalni procesi, vzgoja in izkušnje so nas navadili, da se morajo misli logično navezovati ena na drugo. Pri provokaciji pa je naslednja misel lahko popolnoma nasprotna prejšnji, lahko je tudi napačna. Potrebujemo sprožilo, da nam utrne svež pogled, asociacijo. 
Dr. Edward de Bono je v ta namen razvil novo besedico PO. Lahko si jo razlagamo kot provokativno operacijo (izzivalno dejanje), lahko nas spomni na hiPOtezo, PO možnosti, predPOstavko ali POezijo. Z besedico PO združi dve besedi, ki po logičnem razmišljanju ne sodita skupaj, lahko vpelje novo besedo, omogoča preskoke v razmišljanju in dovoljuje, da v nekem koraku nimamo prav, a vseeno razmišljamo naprej.

## Prednosti lateralnega razmišljanja
- Osvobodi in vpreže kreativno energijo posameznika ali ekipe.
- Zagotavlja enoten jezik generiranja idej.
- Pomaga nam pri iskanju drugačnih in boljših alternativ v dani situaciji.